# Роджерс, Джейсон (легкоатлет)
Джейсон Роджерс — легкоатлет из Сент-Китса и Невиса, который специализируется в беге на 100 метров. Серебряный призёр чемпионата Центральной Америки и Карибского бассейна среди юниоров 2010 года. Бронзовый призёр чемпионата мира 2011 года в составе эстафетной команды 4×100 метров. Также в эстафете занял 2-е место на Панамериканских играх 2011 года. На олимпийских играх 2012 года выступал на дистанции 100 метров и в эстафете 4×100 метров, но успехов не добился.
На чемпионате мира 2013 года в Москве смог дойти до полуфинала на дистанции 100 метров.
Личный рекорд — 10,01.